# Лук'янцівська сільська рада
Лук'я́нцівська сільська́ ра́да — адміністративно-територіальна одиниця та орган місцевого самоврядування в Харківському районі Харківської області. Адміністративний центр — село Лук'янці.

## Загальні відомості
Лук'янцівська сільська рада утворена в 1987 році.
- Територія ради: 57,05 км²
- Населення ради: 2 003 особи (станом на 2001 рік)
- Територією ради протікає річка Липчик.

## Населені пункти
Сільській раді підпорядковані населені пункти:
- с. Лук'янці
- с. Борисівка
- с. Олійникове
- с. Пильна

## Склад ради
Рада складалася з 16 депутатів та голови.
- Голова ради: Вєндін Валерій Васильович
- Секретар ради: Бєлявська Олена Іванівна

### Керівний склад попередніх скликань
| Прізвище, ім'я, по батькові   | Основні відомості                                                                                     | Дата обрання | Дата звільнення |
| ----------------------------- | --- | ------------ | --------------- |
| Яненко Володимир Леонідович   | Сільський голова, 1971 року народження                                                                | 26.03.2006   | 31.10.2010      |
| Яненко Володимир Анатолійович | Сільський голова, 1971 року народження, освіта середня загальна, член Партії регіонів                 | 31.10.2010   | 25.10.2015      |
| Вєндін Валерій Васильович     | Сільський голова, 1973 року народження, освіта вища, член Партії "Блок Петра Порошенка "Солідарність" | 25.10.2015   |                 |

Примітка: таблиця складена за даними сайту Верховної Ради України

### Депутати
За результатами місцевих виборів 2010 року депутатами ради стали:

#### За суб'єктами висування
| Суб'єкт висування | Кількість обраних депутатів | %   |
| ----------------- | --------------------------- | --- |
| Партія регіонів   | 16                          | 100 |

#### За округами
| № округу        | Прізвище, ім'я, по батькові   | Дата визнання обраним | Освіта  | Партійна приналежність | Відомості про обраного депутата                 |
| --------------- | ----------------------------- | --------------------- | ------- | ---------------------- | ----------------------------------------------- |
| Партія регіонів |                               |                       |         |                        |                                                 |
| 1               | Воробєй Зоя Миколаївна        | 01.11.2010            | середня | член Партії регіонів   | тимчасово не працює                             |
| 2               | Бєлявська Олена Іванівна      | 01.11.2010            | вища    | член Партії регіонів   | Лук'янцівська сільська рада, секретар           |
| 3               | Нєстєров Микола Сергійович    | 01.11.2010            | вища    | член Партії регіонів   | ХКПТМ, слюсар                                   |
| 4               | Пшенична Ольга Михайлівна     | 01.11.2010            | вища    | член Партії регіонів   | Лук'янцівська сільська рада, головний бухгалтер |
| 5               | Саратова Олена Іванівна       | 01.11.2010            | середня | член Партії регіонів   | КДНЗ «Надія» с. Лук"янці, кухар                 |
| 6               | Рудакова Віра Іванівна        | 01.11.2010            | вища    | член Партії регіонів   | Лук'янцівська медичнаамбулаторія, фельдшер      |
| 7               | Уніцька Оксана Олегівна       | 01.11.2010            | вища    | член Партії регіонів   | Лук'янцівська загальноосвітня школа, директор   |
| 8               | Миронов Юрій Миколайович      | 01.11.2010            | вища    | позапартійний          | Лук'янцівська загальноосвітня школа, слюсар     |
| 9               | Гармаш Валентина Петрівна     | 01.11.2010            | вища    | позапартійна           | Лук'янцівська загальноосвітня школа, вчитель    |
| 10              | Інживатов Сергій Іванович     | 01.11.2010            | середня | позапартійний          | тимчасово не працює                             |
| 11              | Власова Віра Сергіївна        | 01.11.2010            | вища    | член Партії регіонів   | тимчасово не працює                             |
| 12              | Туртигін Олександр Вікторович | 01.11.2010            | середня | позапартійний          | Липецька дільниця газо-постачання, слюсар       |
| 13              | Зозуля Валентина Семенівна    | 01.11.2010            | вища    | член Партії регіонів   | тимчасово не працює                             |
| 14              | Мєзєнцева Юлія Сергіївна      | 01.11.2010            | вища    | член Партії регіонів   | Борисівська загальноосвітня школа, вчитель      |
| 15              | Корабель Людмила Миколаївна   | 01.11.2010            | вища    | член Партії регіонів   | КДНЗ "Капітошка"с. Бориісвка, двірник           |
| 16              | Боца Ірина Іванівна           | 01.11.2010            | середня | член Партії регіонів   | тимчасово не працює                             |